# Euanoma semitestacea
Euanoma semitestacea is een keversoort uit de familie kasteelkevers (Omalisidae). De wetenschappelijke naam van de soort werd in 1907 gepubliceerd door Maurice Pic.